# Las Palmas de Gran Canària
|  | Per a altres significats, vegeu «Las Palmas (desambiguació)». |

Las Palmas de Gran Canària (en castellà, Las Palmas de Gran Canaria) és una ciutat i municipi de la província de Las Palmas, a les Illes Canàries. Està situat al nord-est de l'illa de Gran Canària i és la capital de l'illa, de la província i, juntament amb Santa Cruz de Tenerife, és la capital de la comunitat autònoma de Canàries. Amb 381.847 habitants el 2009, és la ciutat més poblada de l'arxipèlag i la novena d'Espanya.
La ciutat va ser fundada en 1478, sent considerada capital de facto de l'arxipèlag canari fins al segle xvii. En l'actualitat allotja permanentment la seu de la Delegació del Govern d'Espanya a l'arxipèlag i la presidència del govern autonòmic en períodes legislatius alterns, així com altres institucions de diversa importància com la Casa Àfrica.
Amb 381.847 habitants el 2009, és la ciutat més poblada de l'arxipèlag i la novena d'Espanya, compta amb una àrea metropolitana de més de 600.000 habitants. El municipi té una extensió de 100,55 km² (ISTAC, 2003). La seva altitud és de 8 metres sobre el nivell del mar (en la part més meridional). El clima és d'escasses precipitacions, amb una temperatura mitjana d'uns 22 °C.

## Clima
La situació de l'Arxipèlag al costat del Tròpic de Càncer i la influència dels vents alisis proporcionen a Las Palmas de Gran Canària temperatures mitjanes de 17º centígrads a l'hivern i 25º a l'estiu. Els alisis -arribats del nord europeu- porten aire fresc i humit. Els núvols procedents del continent filtren els raigs solars i el corrent marí d'aigües fredes del Golf regula les oscil·lacions tèrmiques i les fa molt suaus. El resultat, segons el departament de climatologia de la Universitat de Syracusa (EUA), és la ciutat amb el millor clima del món.

## Lleure nocturn
El barri històric de Vegueta ha recobrat una gran popularitat en els últims anys, sent el punt de trobada preferit de molts joves que els caps de setmana omplen els seus bars de copes i discoteques. A la zona del port es troben bars també nombrosos i discoteques, sobretot en les proximitats del parc Santa Catalina.
Durant el carnaval de Las Palmas de Gran Canària, normalment entre gener i febrer, se'n pot gaudir de múltiples activitats, com els populars mogollones (revetlles) i les gales d'elecció de la reina i de la drag queen.
Menció especial mereix el Festival WOMAD (World Of Music, Art & Dance), que generalment el mes de novembre de cada any té com a escenari a la capital grancanaria. El 2009 es va celebrar la seva quinzena edició.

## Persones il·lustres
- Benito Pérez Galdós, novel·lista.
- Juan Negrín, metge i últim president del govern de la segona republicà espanyol.
- Alfredo Kraus, tenor.
- Nestor de la Torre, pintor.
- Martín Chirino Lópe, escultor.
- Javier Bardem, actor.
- Marta Marrero, tennista professional.
- Santiago Tejera y Ossavarry compositor i autor dramàtic.

## Llocs destacats
- Centro Atlántico de Arte Moderno
- Triana

## Ciutats agermanades
- Espanya
  - Cadis
  - Còrdova
  - Salamanca
  - San Cristóbal de La Laguna, (Tenerife)
  - Garachico, (Tenerife)
- Estats Units: San Antonio, Texas
- Veneçuela
  - Caracas, Districte Capital
  - Altagracia de Orituco, Estat de Guárico
- Mauritània: Nuadibú
- Marroc: Rabat
- Cap Verd: Praia